# Сага (Мугалжарский район)
Сага (каз. Саға) — село в Мугалжарском районе Актюбинской области Казахстана. Входит в состав Батпаккольского сельского округа. Код КАТО — 154837400.

## Население
В 1999 году население села составляло 606 человек (299 мужчин и 307 женщин). По данным переписи 2009 года, в селе проживало 545 человек (270 мужчин и 275 женщин).